# Literatura del Romanticismo en Francia

La apoteosis de Homero, de Jean-Auguste-Dominique Ingres (Museo del Louvre).

El Romanticismo es una corriente artística de Europa occidental que se inició a lo largo del siglo XVIII en Gran Bretaña (Outre-Manche) y en Alemania (Outre-Rhin), extendiéndose hasta Francia, Italia y España en el siglo XIX. En Francia, se desarrolló durante la Restauración, como reacción contra las normas del Clasicismo y el Racionalismo filosófico de los siglos anteriores.
El Romanticismo se basa en la reivindicación de lo particular frente a lo colectivo, y en la rebeldía creadora por parte de los poetas, que quieren terminar con las normas para la creación literaria que prescribe el  Clasicismo, las normas aristotélicas como la regla de las tres unidades (tiempo, espacio y acción). Se trata pues de un movimiento que aboga por la libertad del arte.  El Romanticismo se caracteriza por una voluntad de explorar todas las posibilidades artísticas con un fin expresivo. Así, se puede hablar de una reacción de los sentimientos contra la razón, y contra el empirismo que exalta el misterio y lo sobrenatural y que busca un escape en el sueño, la fantasía, lo mórbido y lo exótico. Los valores estéticos y morales del Romanticismo, sus ideas y tópicos nuevos no tardaron en influir sobre otros ámbitos, en particular la pintura y la música.
El Romanticismo en Francia representó un movimiento de reacción contrario a la literatura nacional, dominada por un Clasicismo que ya no era exactamente un modelo de imitación de los clásicos. En las literaturas inglesa y alemana el Clasicismo no había calado con tanta intensidad como en Francia o España, aunque esta corriente fue predominante en este siglo. En Francia, país de tradición grecolatina, la literatura continuó siendo clásica hasta mucho después del Renacimiento.
El pensamiento romántico comenzó a formarse hacia 1750 y alcanzó su término aproximadamente un siglo más tarde. Se fraguó ya en el siglo XVIII, fue contenido y hasta rechazado durante la Revolución y el Primer imperio, llegó a la madurez solo bajo la Restauración y su triunfo se confirmó hacia 1830, en la Batalla de Hernani.

## Los precursores del Romanticismo: elPrerromanticismo(1750-1800)

### Querella entre antiguos y modernos - El teatro de Diderot
La rebelión contra la imitación de la Antigüedad clásica había comenzado ya a finales del siglo XVII con la Disputa entre antiguos y modernos. Perrault, La Motte, y Fontenelle rechazaban ya la imitación de los modelos clásicos de la tragedia y la comedia. La crítica era cada vez más virulenta con las obras de estos nuevos dramaturgos, que eran comparadas con las grandes figuras del Siglo de Oro francés. Es en este contexto cuando Diderot, que se oponía a los extremos de la tragedia y la comedia aristotélicas, asentó las bases para un nuevo género denominado drama burgués, que se caracteriza por no respetar las unidades de tiempo y de lugar, por una mayor proximidad con las preocupaciones de la época, el empleo de la empatía con el fin de enseñar a través de la emoción, y una finalidad moralista. Desde el punto de vista escénico, el drama burgués introduce una serie de innovaciones con el fin dotar a la obra de un mayor realismo.
Este cambio hizo posibles otros: el verso se sustituyó por la prosa y dio lugar a un lenguaje más natural, a una mayor variedad en el vestuario y el decorado y más movimiento en la acción. Ejemplos del teatro burgués de Diderot son Padre de familia (1757) y El hijo natural (1758).

### Jean-Jacques Rousseau
Si bien la influencia de los enciclopedistas, la de los romanticismos germánicos y el interés por la Edad Media son importantes para entender el Romanticismo y especialmente el Romanticismo francés, no bastan para ello, pues hay otra que las eclipsa: la influencia de Rousseau (1712 - 1778)

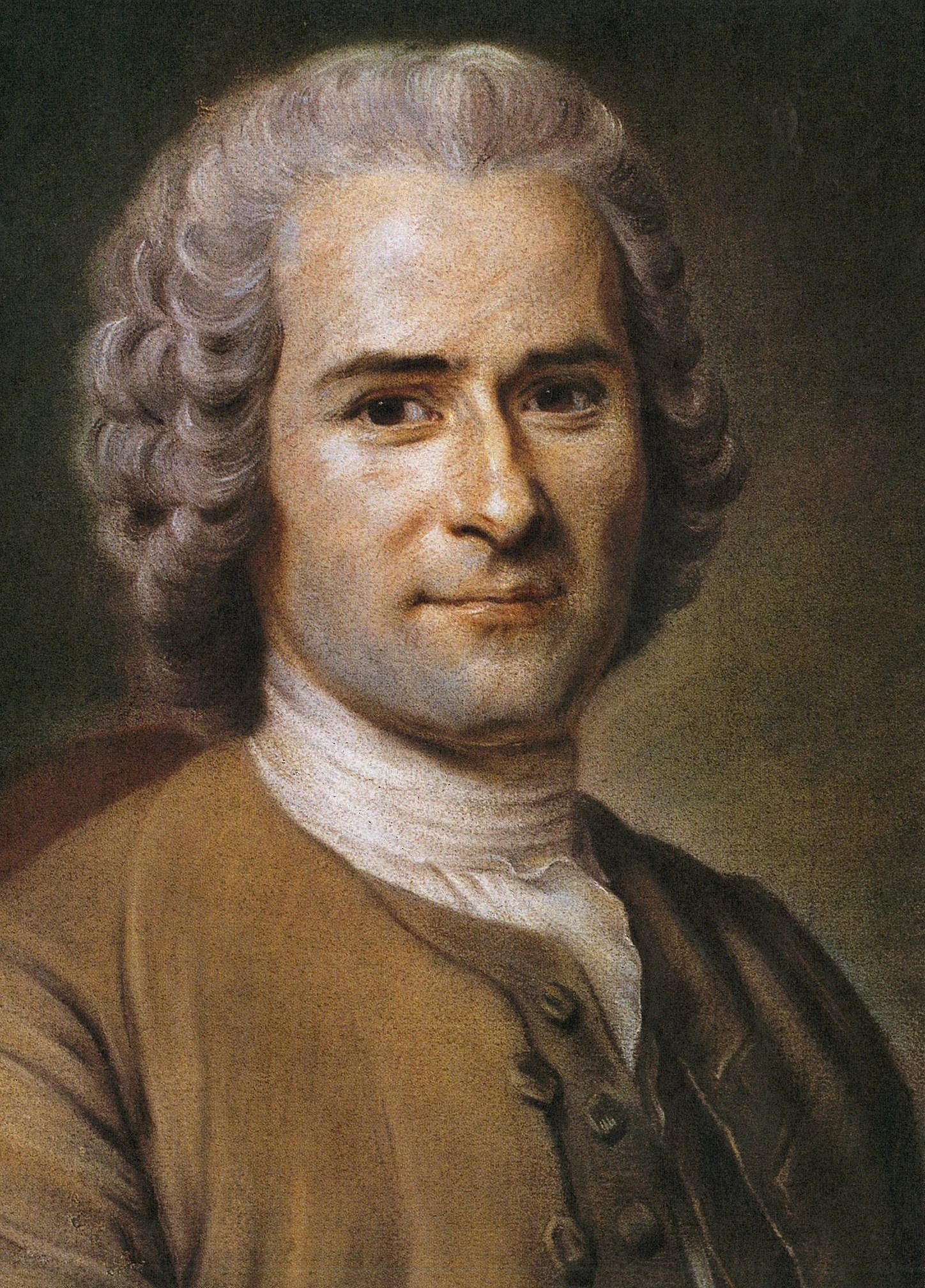
Retrato de Rousseau (1753) por Quentin de La Tour (1704-1788).

Hijo de un calvinista de Ginebra, hoy se considera a Rousseau como uno de los pensadores que más han influenciado el pensamiento moderno no solo en el terreno literario, sino también en la filosofía política.
Considerado como el padre del Romanticismo, muchas de las características principales del pensamiento romántico tienen un claro precursor en sus escritos: la exaltación y contemplación de la naturaleza y las descripciones paisajistas que se encuentran en su Julia, o la nueva Eloisa marcaron una tendencia entre los Románticos, cuyo seguidor más directo en Francia sería Bernardin de Saint-Pierre con obras como Chaumière indienne, Paul et Virginie y Harmonies de la nature.
El subjetivismo y la introspección, la exposición de los sentimientos íntimos en busca de la compasión y comprensión del lector que caracterizan la literatura romántica fueron inaugurados también por sus Confesiones. Afirma en su discurso Sobre el origen de la desigualdad entre los hombres (1775) que la civilización ha corrompido al hombre, y es labor de la educación el devolverlo a su estado primitivo, un retorno a la naturaleza; en su novela Emilio, o De la educación (1762), de carácter pedagógico y sentimental, expone cómo debe educarse al hombre en ese ideal de sencillez. El éxito de La nueva Eloísa atrajo a generaciones al lago de Ginebra, buscando el rastro de Julie y de Saint-Preux, y el rastro mismo de Rousseau en Clarens, Meillerie, Yverdon,  Môtiers-Travers y el lago de Bienne.
Rousseau hizo discípulos desde el primer momento: Saint-Lambert con sus Saisons, Roucher con sus Mois, Delille con sus Jardins, Homme des champs, Trois Règnes de la Nature. Todos estos escritores hicieron, a partir de finales de siglo, variaciones sobre algunos de los temas iniciados por Rousseau. Sin embargo, las preocupaciones de los últimos años del siglo provocaron un cambio en las ideas filosóficas y políticas, y la gota final de la Revolución dejó en la incertidumbre las especulaciones literarias iniciadas por Rousseau hasta el Romanticismo.

Bosque de Fontainebleau, Jean-Baptiste-Camille Corot (1830). Los paseantes del siglo XVIII gustaban de caminar en un entorno natural. Fue en este bosque en el que Musset encontró la inspiración para el poema Souvenir (National Gallery of Art, Washington D. C.).

### La transformación de las ideas y de las costumbres
Francia había cambiado después del agitado siglo XVIII. De la mano del cambio económico y social, el espíritu de la Revolución francesa influyó fuertemente la literatura y la filosofía posterior, introduciendo ideas de democracia y derechos del individuo. En palabras de Emilia Pardo Bazán, "el Romanticismo representa tres direcciones dominantes: el individualismo, el renacimiento religioso y sentimental después de la Revolución, y el influjo de la contemplación de la naturaleza".
La naturaleza que amaban los románticos no es la naturaleza sabia y ordenada sin exuberancia de los jardines que gustaba a los clasicistas. Se desarrolla un gusto por la verdadera naturaleza, con sus caprichos y su salvajismo. Meudon, Montmorency, Fontainebleau se hacen el asilo de quienes buscan la introspección.

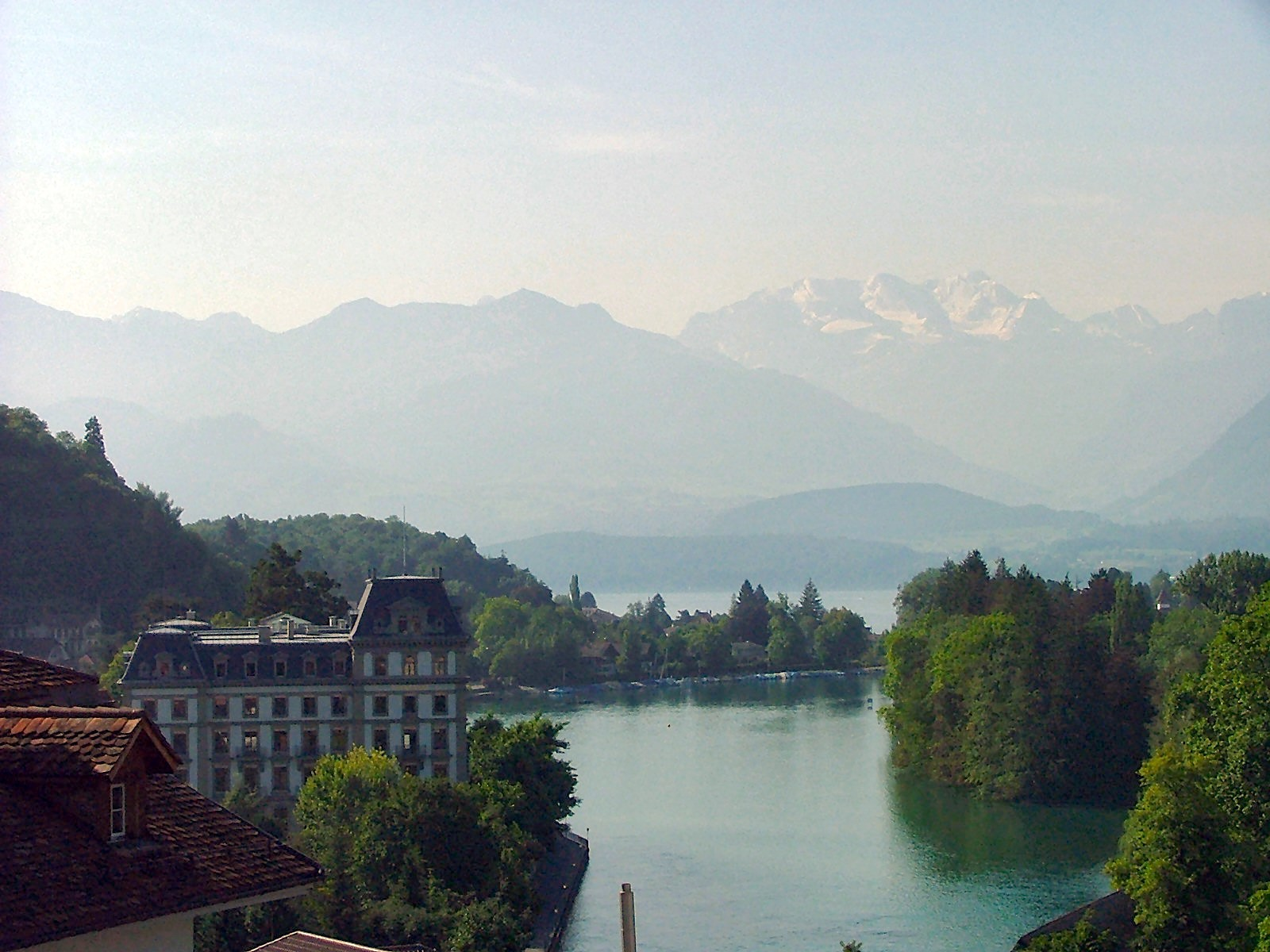
Lago de Thun, cuyas orillas fueron muy apreciadas por los románticos franceses.

Estos lugares aislados son muy propicios para el género epistolar, en el que pueden apreciarse notas románticas. Se da a conocer otra vida más allá de los salones, y muchos de los impulsores acudirán a la naturaleza buscando asilo, como podemos leer en la correspondencia de Mlle. de Lespinasse, de Mme. de Houdetot o de la condesa de Sabran. La contemplación de la naturaleza se convierte en un culto, en una fuente de inspiración y exaltación de la fantasía basada en la filosofía de Rousseau.
El paisaje romántico por excelencia, más allá de las fronteras de cada país es el de las montañas y los lagos de Suiza. Ejemplo de ello es el poema del suizo Albrecht von Haller, "Die Alpen" que ilustra un recorrido comenzando con los lagos de Ginebra, de Bienne y de Thun, las altitudes medias, etc. y que fue prontamente traducido a varios idiomas, contribuyendo a hacer de Suiza uno de los destinos turísticos más importantes del siglo XIX.  
Aunque el espíritu enciclopedista, impregnado de racionalismo y la Revolución habían diezmado el sentimiento y las manifestaciones religiosas francesas tras abolirse el Antiguo Régimen, el Romanticismo, en un movimiento pendular vio un renacimiento religioso y monárquico, cuyo máximo exponente es François-René de Chateaubriand con El genio del Cristianismo, obra que sirvió como chispa para dos corrientes dentro del Romanticismo religioso: los apologistas y la introspección religiosa de Lamartine.

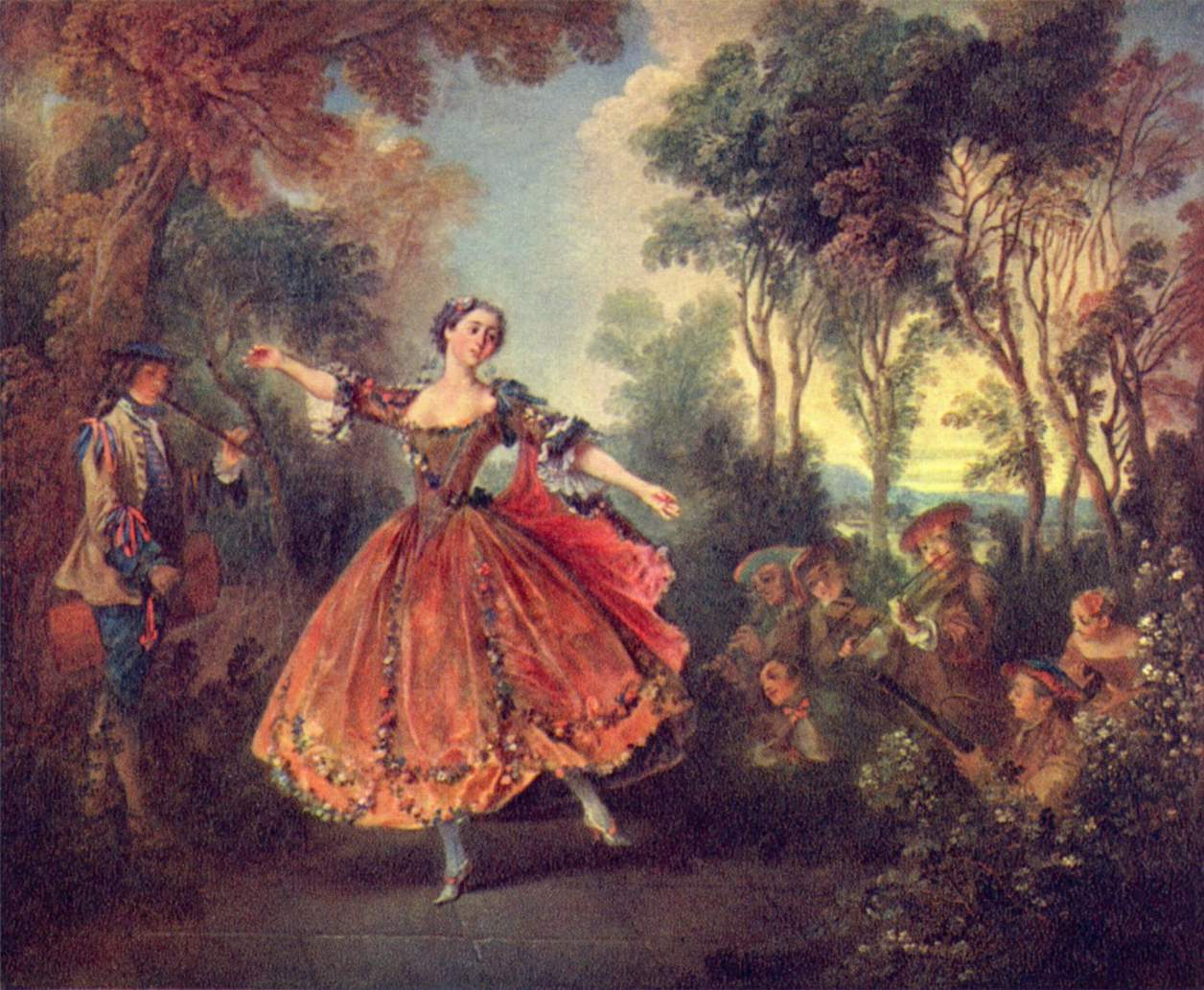
Nicolas Lancret: La bailarina Camargo (hacia 1730), La gracia libre y la fantasía caprichosa de los decorados campestres de Lancret y de Watteau fueron muy apreciados a mediados del. Después de 1750, fueron las rocas, la tormenta, la tempestad, y el oleaje fusioso de Horace Vernet los que obtuvieron el favor." (Wallace Collection, Londres).

### El retorno a la Edad Media
Según el escritor alemán Heinrich Heine, la escuela romántica no es más que un renacimiento de las canciones, temas y el arte de la Edad Media. 
Este interés por la Edad Media se da al tiempo que una revisión de las tradiciones nacionales, conocida como Nacionalismo romántico y se caracteriza por la intención de rescatar los romances, los cantares de gesta y los temas medievales. El impulsor de esta tendencia fue en Francia sobre todo el conde de Tressan, quien escribió en 1782 sus Extractos de las novelas de caballería (Extraits des romans de chevalerie). Se retoma el interés por los trovadores y el amor cortés, pues las novelas y las romanzas de la época medieval son bien recibidas por su aparente ingenuidad y su lenguaje.
La Biblioteca de las novelas y la Biblioteca azul (Bibliothèque bleue, como se designa a la literatura popular de los siglos XVII, XVIII y XIX), prodigan a sus lectores con los extractos y las adaptaciones de Los cuatro hijos de Aymón, Huon de Burdeos, Amadis, Genoveva de Brabante y Jean de París. Villon y Charles de Orléans son rescatados del olvido, el primero en 1723, el segundo en 1734. También las obras de Marot son ampliamente leídas. Poemas, cuentos, novelas y relatos se llenan de caballeros, de torneos y de damas, de castillos y de pajes.

### La influencia inglesa
Las influencias extranjeras fueron también muy importantes en este movimiento Romántico, sobre todo la inglesa.
Los ingleses habían abastecido a Europa, antes de 1760, de las teorías de libertad política y de gobierno constitucional de Locke, desarrolladas después por Voltaire y Montesquieu. Pero el barón de Holbach, Helvétius y los Enciclopedistas no tardaron en rivalizar con los escritores ingleses, y aunque la Pamela de Richardson y las novelas góticas eran muy leídas en Francia, el prestigio de la filosofía y del liberalismo inglés había decrecido. Inglaterra, en la segunda mitad de siglo, no es más que el país de Richardson, de Fielding, de Young y de Ossian. Especialmente importante es la influencia de los dos primeros, como puede apreciarse en el Elogio a Richardson de Diderot. 
El teatro inglés fue degustado con el mismo celo que las novelas. Así Shakespeare fue ásperamente discutido: Voltaire lo consideraba vulgar y obsceno, y Rivarol y Harpe pensaban más o menos como él. Sin embargo, el actor Garrick, muy famoso en el mundo teatral, interpretó desde 1751 fragmentos de Hamlet, El rey Lear y, especialmente, Romeo y Julieta y Otelo, obras que se hicieron muy populares en París.

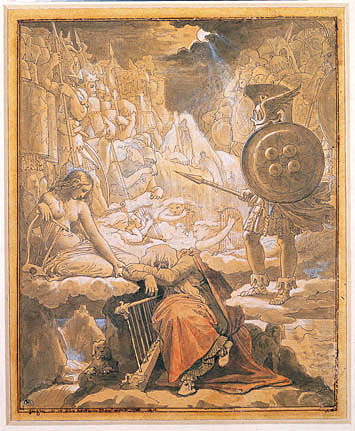
Ingres, El Sueño de Ossian, 1812.

Otra importante influencia inglesa fue la de los Poetas de cementerio. Algunos autores franceses ya habían alabado antes la paz solemne de las tumbas y de los muertos, pero sin tratar de imitarlo ni de importar el nuevo género, precursor de la literatura gótica. Fueron los ingleses Hervey, Gray y sobre todo Young quienes más extendieron esta vertiente. Las Noches de Young, meditaciones oratorias y monólogos prolijos sobre la muerte y la fe, tuvieron un éxito resonante, y cuando Le Tourneur las tradujo en 1769, la traducción mostraba una prosa más enfática todavía, pero sobre todo más lúgubre que en el original. 
Gracias a estas influencias y a pesar de las burlas de otros escritores, el "género sombrío" se fue consolidando poco a poco. Las heroicidades de Dorat y de Colardeau, las novelas y relatos de Baculard d' Arnaud (les Epreuves du sentiment, les Délassements de l'homme sensible, les Époux malheureux), Las Meditacionesy El hombre salvaje de Louis-Sébastien Mercier están repletos de misticismo, tempestades, cortejos fúnebres, cráneos y esqueletos, demencia, crímenes y arrepentimiento. 
Más rápida e impactante fue la influencia de Ossian. En 1972 James Macpherson, un folclorista y maestro de escuela escocés entregó una serie de canciones y viejas baladas a la imprenta que atribuía a Osián, un bardo galés del siglo III a. C. Los poemas se habían traducido y extendido por toda Europa cuando se descubrió que era un fraude, y que Macpherson era el verdadero autor de los poemas. Sin embargo, la influencia no fue menor; en los Poemas de Ossián, encontramos un mundo de fantasía y aventuras, héroes, dioses nórdicos, brumas ligeras y heladas, tempestades, vientos desencadenados y fantasmas. En Ossian se recogía todo lo que las literaturas nórdica  y céltica encierran de visiones fúnebres, de esplendores y de misticismo. Gales, Irlanda, Escocia, Dinamarca, Noruega, es decir, todos los países célticos y los países germánicos sirvieron de fuente de inspiración, y se admiró a todos los bardos, desde los druidas galos hasta los sagas escandinavos.
De acuerdo con Émile Faguet, la literatura inglesa no caló tan fuertemente en Francia debido a la adulteración de las traducciones, así las traducciones de Shakespeare por Le Tourneur, si bien eran bastante fieles en el fondo, corregían lo que llamaba las "trivialidades" y las "groserías" del estilo; también las adaptaciones de Ducis hicieron fortuna, aun siendo bastante infieles, pues el autor desconocía la lengua inglesa. Las traducciones de Le Tourneur de Young, de Ossian, y de Hervey, por las cuales se le celebra, también emplean un lenguaje que es en exceso prudente: tallan, suprimen, transponen y recosen.

### La influencia alemana
Podría parecer que la influencia de Alemania, donde el movimiento romántico fue tan precoz y tan ruidoso (véase, por ejemplo, Sturm und Drang), se hiciera sentir temprano en Francia, pero no fue así. El Romanticismo alemán fue ignorado, si no despreciado hasta 1760. Poco a poco, sin embargo, comenzaron a percibirse algunos de los grandes nombres que este país había producido: Wieland, Klopstock, Gellert y Hagedorn. 
Es solo a finales de siglo que la lectura de Schiller y Goethe reveló otra Alemania, más ardiente y más romántica. Se tradujo Los Bandidos, Werther encandila enseguida a los franceses con su encanto, y las traducciones y adaptaciones se sucedieron entre 1775 y 1795: no menos de veinte novelas llevan el amor hasta el suicidio, o por lo menos hasta la desesperación y el horror de la predestinación. Los jóvenes soñaban con Werther, y tras leerlo sus mentes quedan afectadas: la neurastenia se convierte en una moda entre las jóvenes. También proliferan los suicidios por asco a la vida, como el joven que se mató de un tiro en el parque de Ermenonville delante de la tumba de Rousseau.

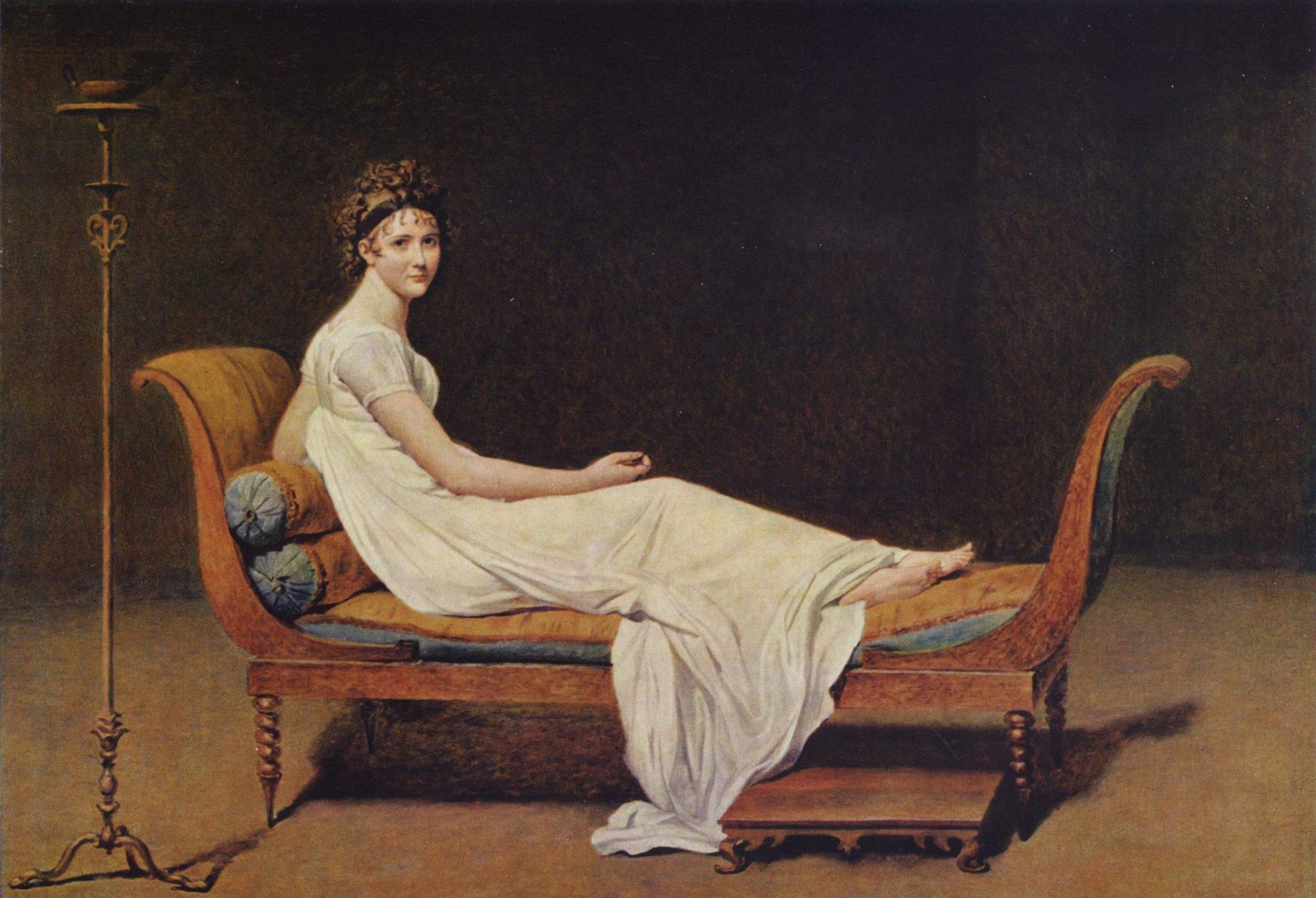
Retrato de Mme. Récamier por David (1800). Mme. Récamier, celebrada por su belleza, atrajo en su salón a los hombres más notables de su época. Chateaubriand fue uno de sus principales adoradores. (Museo del Louvre).

## Primer periodo: Chateaubriand, Senancour y Mme. De Staël (1800-1820)

### La literatura de la Revolución
La época revolucionaria no fue una gran época literaria; las preocupaciones de los filósofos y literatos no estaban dirigidas a la literatura, sino a la transformación social. Además, si el período revolucionario, a causa de la multiplicidad de los acontecimientos y de su importancia, parece inmenso, su duración fue en realidad solo de doce años, tiempo insuficiente para renovar toda una literatura, a pesar de que esta daba ya signos de transformación.
Con la excepción de Marie-Joseph Chénier, el autor de Charles IX, la época de la Revolución no conserva ningún nombre de poeta que citar, salvo las obras de André Chénier, que no serán conocidas hasta 1819 y sobre quien algunos críticos, como Emilia Pardo Bazán, que sigue a Ferdinand Brunetière, dudan en incluirlo como autor romántico, pues lo consideran como el "último clásico".

### La literatura del Primer Imperio
Napoleón favoreció a algunos poetas buscando crear bajo su Imperio una época dorada similar a la época Augusta. Con esta idea, pidió al eminente académico Fontanes que descubriera a un nuevo Corneille, pero solo se descubrió a Luce de Lancival, el correcto autor de Héctor.
Mientras que Goethe y Schiller iluminaban Alemania y Byron revolucionaba literariamente Inglaterra, Francia contaba solo con escritores anclados en una época anterior y con pálidos calcos de las obras maestras de los anteriores: en poesía, narradores semielegíacos como el citado Fontanes (Le Jour des Morts à la campagne), Andrieux (Le Meunier de Sans-Souci), Arnault (Fables); En teatro, las tragedias pseudoclásicas de Népomucène Lemercier, Etienne de Jouy o Raynouard.

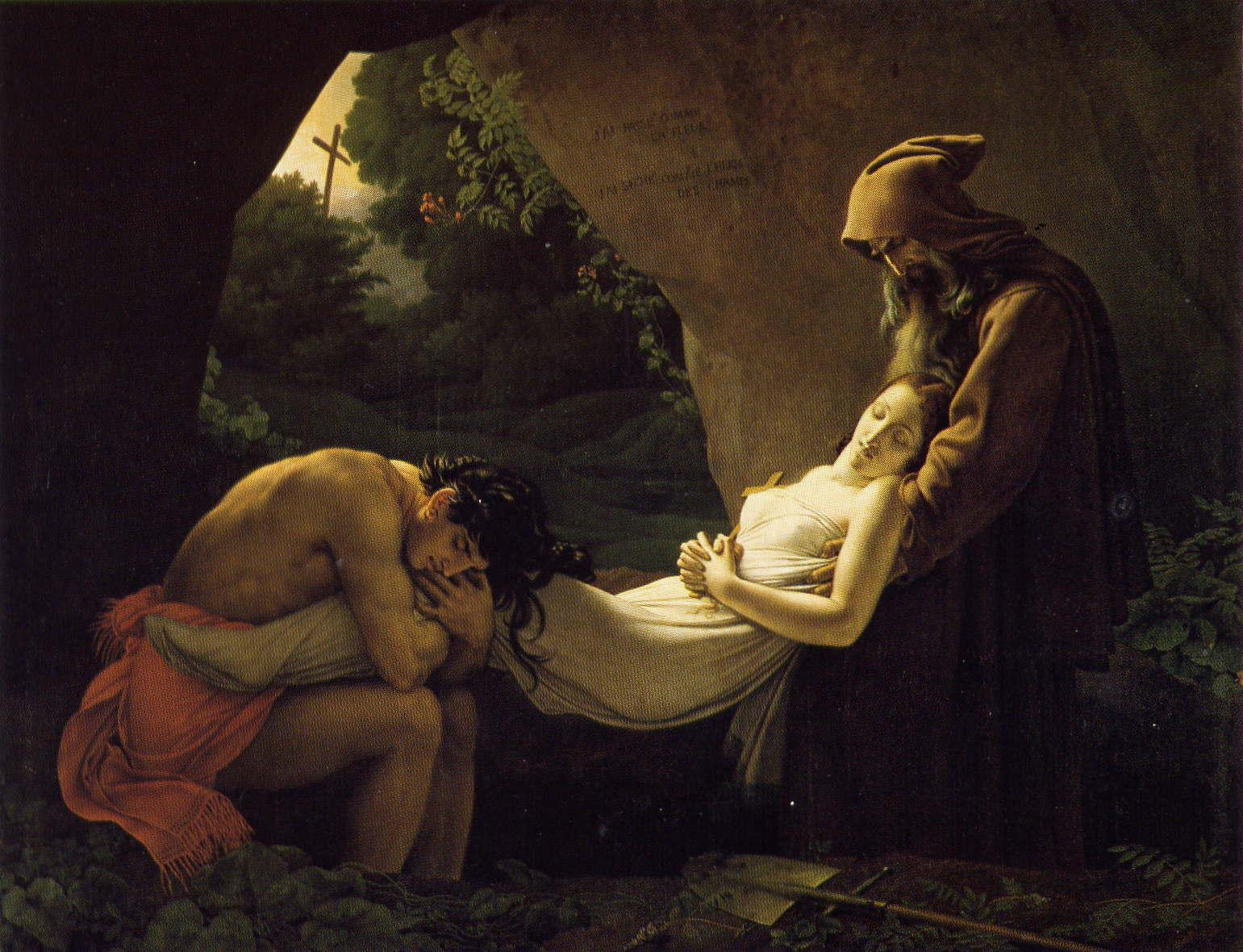
Girodet-Trioson (1767 - 1824): Los Funerales de Atala (1808). Por la corrección y la elegancia del dibujo, este lienzo recuerda las tendencias de la escuela de David, pero devuelve también el efecto romántico que Chateaubriand, de regreso de las orillas del Ontario y del Meschacébé, había inaugurado en la literatura. (Museo del Louvre).

### Chateaubriand
Al margen de la literatura oficial vivía otra literatura. La corriente nacida con Rousseau no se detuvo, y sus brotes, a pesar de ser intermitentes, fueron impetuosos.

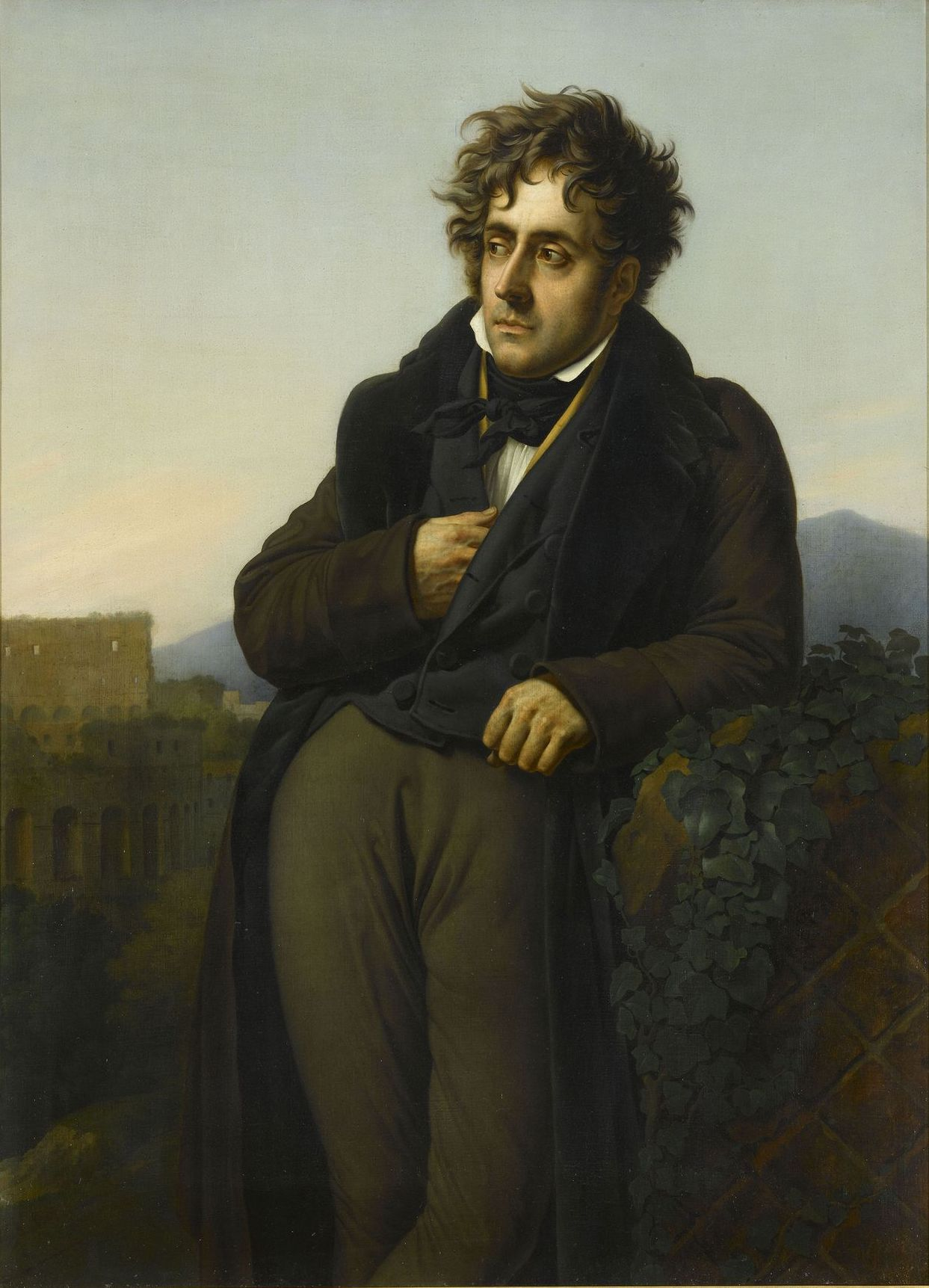
Retrato de Chateaubriand por Girodet-Trioson (Museo de historia de Saint-Malo).

Chateaubriand (1768-1848) dejó obras como Atala (1801), El genio del cristianismo (1802), René (1802), Los nátchez, Los mártires (1809) o la traducción de El paraíso perdido de Milton.  
Dos cosas aporta Chateaubriand a la literatura francesa: exotismo y un renacimiento religioso. Exotismo al describir Norteamérica en Los nátchez, Oriente Próximo en el Itinerario de París a Jerusalén (Itinéraire de Paris à Jérusalem), en Los mártires (les Martyrs) el mundo antiguo, celta y a la Germania primitiva, lugares que visitó durante los años de exilio. Chateaubriand introduce un arte cosmopolita en lugar de un arte exclusivamente nacional. Seguidor de Rousseau, invita también en Atala y en René, a dilucidar la verdadera emoción y la melancolía y trasponerlas sobre el papel.
La Francia posrevolucionaria abría de nuevo sus puertas al cristianismo, y Chateaubriand, por sus lecciones y por las teorías expuestas en El genio del Cristianismo, un poema laudatorio de la obra de Dios, se abrió paso entre los poetas franceses llegando a ser protegido de Napoleón Bonaparte, estrenándose la obra el mismo día que este abría de nuevo las puertas de la Catedral de Notre-Dame al culto tras acabar las reformas de la catedral. Napoleón quería así reconciliar el país con la Santa Sede, con el fin de ser coronado por el Papa Pío VII. Chateaubriand se enemistaría más adelante con Napoleón tras la ejecución del duque de Enghien, apoyando a los Borbones y buscándose por ello muchos enemigos. Su vida política fue siempre muy agitada y su popularidad prodigiosa; no enseguida, porque a decir verdad, la influencia de Chateaubriand es sensible solo hacia 1820, pero fue prolongada y tuvo consecuencias inmensas.

### Senancour
Senancour fue uno de los primeros discípulos de Rousseau. Para evitar una profesión para la cual no tenía vocación, escapó a Suiza en 1789, por lo que, una vez dio comienzo la Revolución, se le incluyó en la lista de "emigrados", impidiéndole el retorno. Obermann, la novela epistolar por la que es más recordado se publicó en 1804. En esta novela, el autor quiso retratarse a sí mismo, mostrando los escritos íntimos de un héroe desgraciado, devorado por el aburrimiento, y las dudas e inquietudes. La obra no tuvo éxito cuando se publicó, pero una vez lo obtuvo el "mal de Obermann" se trasformó en el mal del siglo.

### Madame de Staël

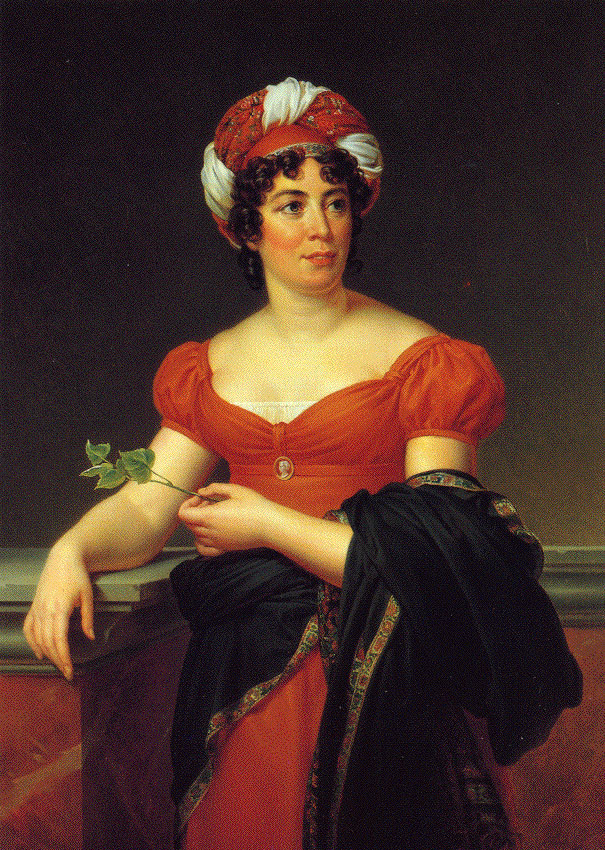
Madame de Staël, retrato por Gérard. (Museo de Versalles).

Más inmediata y decisiva fue la influencia de Madame de Staël (1766-1817) en la renovación literaria.  
Forzada -a consecuencia de la hostilidad de Napoléon- a vivir fuera de Francia, pasó una larga temporada en Alemania, donde un arte nuevo le fue revelado, por el cual se entusiasmó. Pero para acoger este nuevo arte, Francia necesitaba experimentar una renovación literaria.
La vida de sociedad había refinado los talentos y los sentimientos, pero en detrimento de la individualidad. Los autores escribían según las reglas clásicas, para ser comprendidos enseguida por un público acostumbrado a ellas. Los escritores "tradicionales" se destacaban solo en los géneros que representan una mímesis de las costumbres de la sociedad, o como muestra de estilo y finesse: poesía descriptiva o dialéctica, poesía ligera o burlesca.
Los románticos alemanes, al contrario, producían una poesía personal e íntima, expresión de sentimientos vivos y profundos, desafiando las convenciones clásicas. Es el sentimiento, la poesía, el ensueño, el lirismo, el misticismo, lo que genera a una literatura original, completamente autóctona y personal, muy filosófica, profunda y grave.
Todo esto, Staël lo presentó como la literatura del futuro, lo que separaba la producción literaria en dos vertientes: por un lado el Clasicismo, que imitaba la antigüedad clásica; y por el otro, lo que acabaría siendo el Romanticismo, término que ella comenzó a emplear en francés, que recuperaba la temática cristiana, de la Edad Media y de inspiración septentrional.
Las ideas de Staël contribuyeron a extender horizontes, hicieron girar las cabezas y las miradas hacia el otro lado del Rin, como Chateaubriand las había hecho girar al otro lado del canal de la Mancha. En De la literatura considerada en sus relaciones con las instituciones sociales establece una comparación entre las tradiciones literarias sajonas y latinas, apuntando hacia los países sajones como fuente de la renovación literaria: "La literatura debe volverse europea", proclamaba Staël, y si los escritores franceses habían frecuentado a italianos, españoles e ingleses, el comercio con los alemanes era relativamente nuevo, y había que advertirlos de lo que podían ofrecer. Esta es sobre todo la advertencia que Mme. de Staël da con insistencia en su obra De l'Allemagne (1810), que tuvo una fuerte repercusión y asentó las bases del Romanticismo y de la literatura posterior.

## La revolución romántica (1820-1830)

### Causas del establecimiento definitivo del Romanticismo en la literatura francesa
La revolución literaria que se había preparado en el siglo XVIII, anunciada por Chateaubriand y Mme. de Staël, estuvo en incubación todavía bastante tiempo. El libro de Mme. de Staël, en particular, permaneció durante varios años sepultado por la policía imperial y durante la época del Imperio la literatura fue oficial, como todas las manifestaciones de opinión. La poesía clásica se empleó como propaganda y protección del imperio, y la ortodoxia, en medida de la fidelidad del buen ciudadano.
Pero la generación de 1815, ya tras la caída de Napoléon, estuvo menos dispuesta a someterse a las normas sociales y más pronta en hacer del "yo" la medida del universo. Es por este "yo" atormentado y orgulloso por quien los artistas iban a expresarse, abandonando finalmente las formas que les habían sido legadas. También en las corrientes filosóficas se presentó un cambio, en contraposición a la generación anterior, ilustrada, representada por los enciclopedistas: los románticos eran herederos del sensualismo de Condillac y eran monárquicos y católicos.

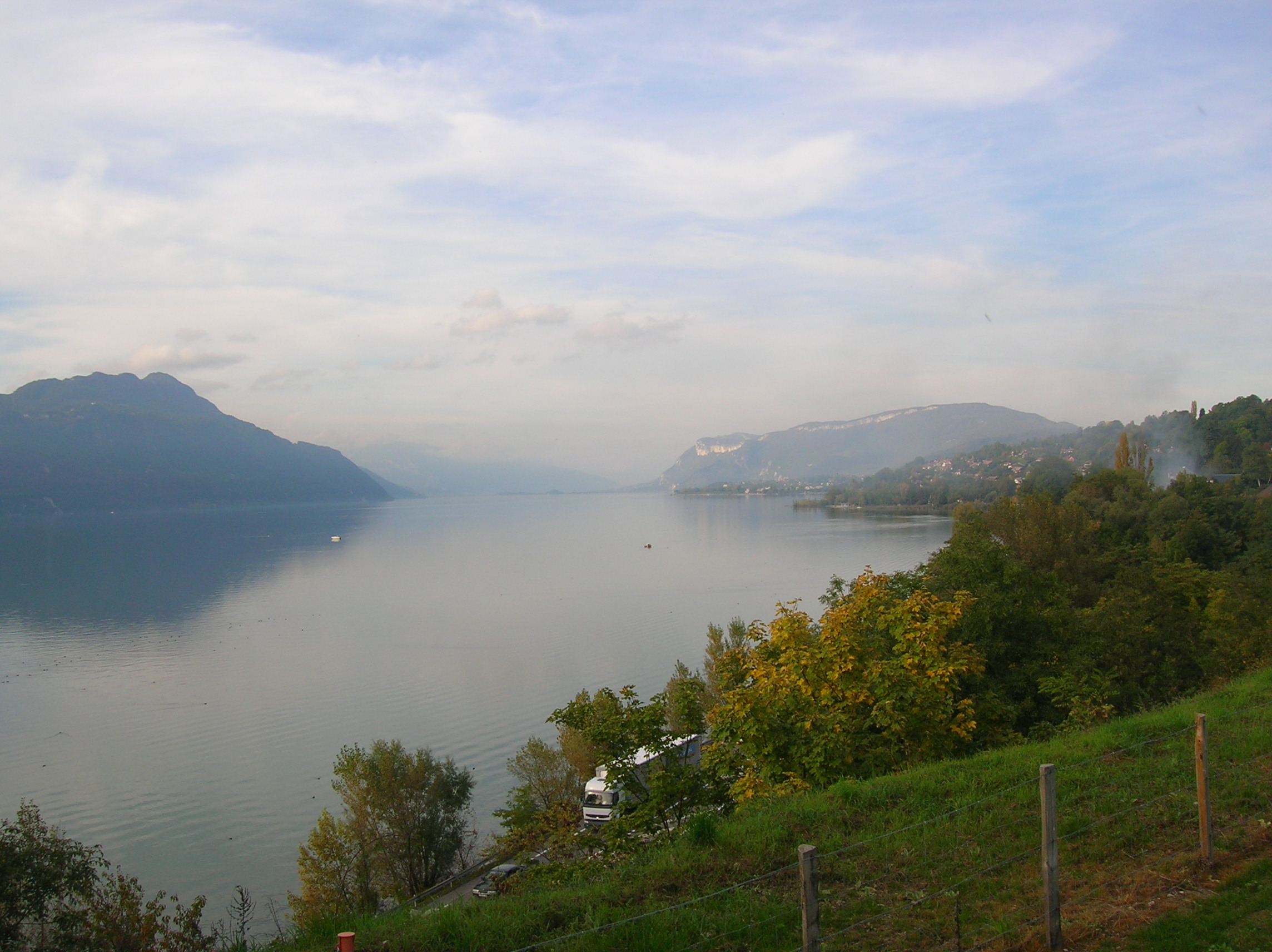
Vista de lago Bourget, Saboya, cerca de Aix-les-Bains. Es sobre sus bordes que 1816 Lamartine había conocido y se había enamorado de Mme. Charles, a la que llamaba Elvire. Debieron encontrarse allí durante el verano de 1817, pero Elvire no acudió. Murió algunos meses más tarde, sin que hubieran vuelto a verse. Lamartine le dedicó el poema "El Lago".

### El primer triunfo: LasMeditaciones poéticasde Lamartine
Las Meditaciones poéticas de Lamartine aparecieron en 
1820 y fueron el debut del autor en la poesía a modo de inicio de la poesía romántica en la literatura francesa. Gozaron de un gran éxito. Después de la poesía sensual, seca y convencional de los últimos clasicistas, la originalidad de un poeta que se atrevía a ser emotivo y sincero, conmocionó al público francés. Los temas principales de la poesía lírica de Lamartine son el amor como efusión platónica que conduce hasta la Divinidad.
Poemas como "El Lago", "El Aislamiento", "El Otoño" o "El Vallejo", llevaban a la perfección esta poesía personal, sentimental y descriptiva, elegíaca y febril, que iba a ser uno de los triunfos del Romanticismo; "El Templo" y "La Inmortalidad" inauguraban una poesía filosófica y religiosa de una sonoridad nueva en la que Victor Hugo y Alfred de Vigny iban a inspirarse, y que el mismo Lamartine, diez años más tarde, debía llevar a su perfección en las "Armonías". El lirismo de Lamartine tiene muchos componentes neoplatónicos, incluyendo reminiscencias de los antiguos poemas indios como el Mahábharata, el Ramayana o lo Vedas.

### Victor Hugo y la batalla romántica
Los románticos defienden la literatura como expresión de la sociedad, por lo que a estos principios literarios se añaden otros políticos. El movimiento romántico comienza monárquico y católico, como expuesto por Chateaubriand y Madame de Staël y estaba plagado, en ojos de sus detractores, de germanismos, frente al tradicional Clasicismo nacional. La crítica literaria de este periodo desencadenó lo que ha venido a llamarse una "batalla" que se desarrolló en todas las corrientes artísticas, pero que lo hizo con mayor crudeza en el teatro, siendo Victor Hugo su mayor exponente.

#### La lucha por la poesía
Dos años después de las Meditaciones, aparece una nueva colección de poesías, un volumen de Odas cuyo autor era un joven de apenas veinte años llamado Victor Hugo. Esta colección, así como las poesías que se publicaban en la Muse Française de escritores jóvenes y sentimentales como Alfred de Vigny, Charles Nodier, Émile Deschamps, Marceline Desbordes-Valmore, Amable Tastu, Sophie y Delphine Gay (la futura Mme. de Girardin) redoblaron el éxito que la nueva forma poética obtendría entre el gran público.
Las Odas de Victor Hugo fueron pronto aumentadas y complementadas bajo el título de Baladas. Todavía no había audacias muy grandes en esta poesía, aún bastante clásica, pero la escuela de Delille y de Luce de Lancival la encontró magnífica. Esta nueva poesía no era bien recibida por la academia: así, por ejemplo, el 25 de noviembre de 1824, Auger, director de la Academia francesa, al recibir a Soumet, lo felicitó por su "ortodoxia literaria", y, censuró la "poética bárbara" de la "secta naciente" del cenáculo de la Muse Française que "de todo corazón cambiarían el Fedra e Ifigenia por Fausto y Götz von Berlichingen".

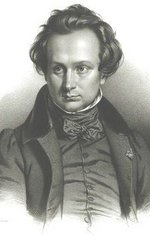
Retrato Victor Hugo joven.

El Constitutionnel, el periódico rival de la Muse française, se preguntaba si no se encontraría por fin, entre los autores dramáticos, a un Molière o un Regnard para entregar a los románticos al ridículo público con una buena comedia en cinco actos; Duvergier de Hauranne, futuro colega de Hugo en la Academia, respondía:

El romanticismo no es un ridículo, es una enfermedad, como el sonambulismo y la epilepsia. Un romántico es un hombre cuyo espíritu comienza a enajenarse. Hay que compadecerlo, hablarle razonablemente, traerlo de vuelta poco a poco; pero no podemos hacerlo el sujeto de una comedia; pues serviría más para una tesis de medicina.

#### La lucha por el teatro
El teatro fue desde el principio el género más atacado. Victor Hugo se ocupó de proclamar más alto que sus adversarios las maravillas de los maestros del pasado, Corneille, Racine o Molière, a pesar de oponerse a ellos sin cesar. La escena teatral parisina estaba dividida entre el círculo de Talma, que ocupaba los teatros de la Comédie Française, que pasó a llamarse Théátre de la Republique y el Odéon y los teatros  secundarios, donde se representaban melodramas, más populares que el teatro clásico de Talma. Es de este teatro secundario del que se inspira el drama romántico, que pretende hacer tabla rasa con el teatro anterior. Todo lo que se debatía sobre la grandeza de las letras se contempla en el Prefacio de Cromwell. En Victor Hugo contado por un testigo de su vida, escrito por su mujer Adèle, encontramos una conversación que se efectuó en aquella época entre el poeta y Talma, y lo dice allí Talma es curioso, dada la asociación de su nombre a la tragedia clásica:

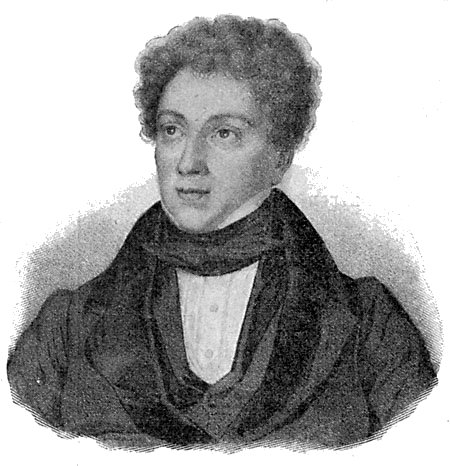
Retrato de Alexandre Dumas (padre).

el actor no es nada sin un papel, y yo jamás tuve un verdadero papel. Jamás tuve una pieza como la que me habría hecho falta. La tragedia es bella, es noble, es grande. Habría querido algo de igual grandeza, pero con más realidad, un personaje que tuviera la variedad y el movimiento de la vida, que no fuera totalmente teatral, que fuera trágico y también familiar.

##### El prefacio de Cromwell
A esto es a lo que responde Hugo en el prefacio de su obra Cromwell (1827). Lo que Victor Hugo proclama en este célebre manifiesto es el liberalismo en el arte, es decir, el derecho del escritor a aceptar solo las reglas dictadas por su fantasía; es la vuelta a la verdad, a la vida; reivindicar el derecho del escritor de, si ello gusta, codearse con lo sublime y con lo grotesco, y de contemplar el mundo desde su punto de vista personal. Victor Hugo lo expresaba en los siguientes términos: 

La poesía tiene tres edades, y cada una de ellas corresponde a una época de la sociedad: la oda, la epopeya y el drama. Los tiempos primitivos eran líricos, los tiempos antiguos eran épicos, los tiempos modernos son dramáticos. El drama es la poesía completa. Es en el drama que todo viene a derivar en la poesía moderna. El carácter del drama es la realidad. La realidad resulta de la combinación natural de dos tipos, lo sublime y lo grotesco, que se entrecruzan en el drama como lo hacen en la vida y en la creación. Porque la poesía verdadera, la poesía completa está en la armonía de los contrarios... Todo lo que está en la naturaleza está en el arte.

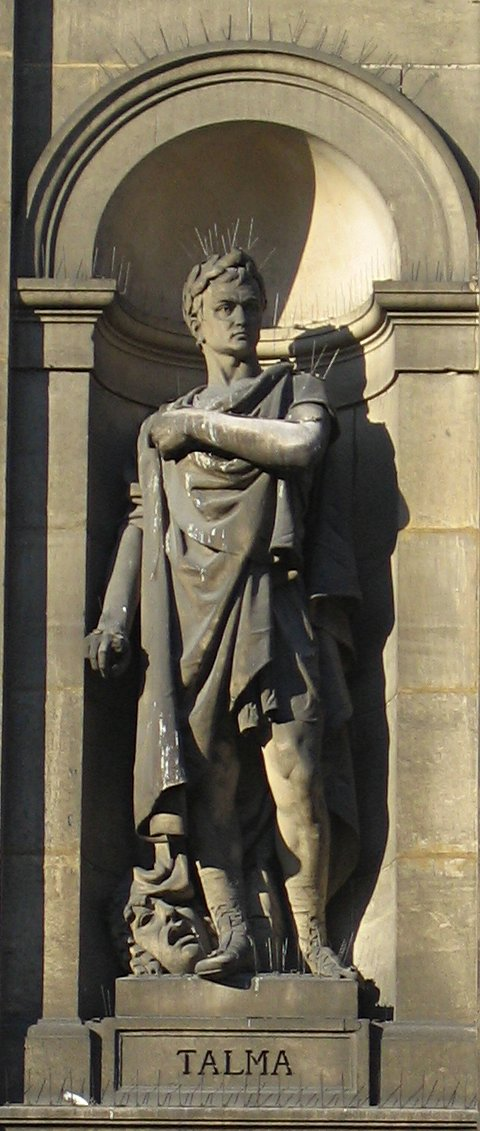
Estatua de François Joseph Talma, hotel ville de París.

La vuelta a la verdad, la expresión de la vida íntegra y la libertad en el arte fueron las fórmulas características de la escuela nueva. Sus adeptos, después de 1824, establecieron su cuartel general, su Cénacle, en el salón de Charles Nodier, bibliotecario del arsenal, del cual Victor Hugo se convirtió en jefe indiscutible.
Todos convenían en la necesidad de una renovación literaria. La diligencia con la cual el público se apresuraba al Odéon, donde los autores ingleses venían para hacer representaciones de las obras de Shakespeare lo demostraba. Pero una cosa eran las representaciones de obras extranjeras, y otra cosa las de las obras nuevas, concebidas por autores franceses bajo las mismas ideas. El público no apreciaba este cambio a través de un libro, ni mucho menos por un prefacio, sino en el mismo teatro; la verdadera revolución se daba en los escenarios. 
Así, Vigny iba a arriesgarse con la traducción de Otelo, cuando un joven de veintisiete años, un desconocido, a la víspera todavía un oscuro secretario del duque de Orléans, brindó al teatro francés un éxito clamoroso. En un día, Alexandre Dumas se hizo célebre mediante un drama titulado Enrique III y su corte. La obra envejeció pronto, pero contenía bastantes escenas osadas, que agitaron a público y crítica. 
La batalla, sin embargo, no había finalizado. La primera representación del Otelo de Vigny, fue ya ruidosa. Los críticos y los artistas llegaban a las representaciones de obras románticas como a una batalla cuyo éxito debía decidir una cuestión literaria. Se trataba de saber si Shakespeare, Schiller y Goethe iban a expulsar de la escena francesa a Corneille, Racine y Voltaire. Pero no se trataba de echar a los maestros franceses de su Parnasse secular, sino de proclamar la libertad literaria, de crear un nuevo tipo de héroe. Otello tuvo éxito a pesar de una oposición admirablemente organizada.

##### La batalla de Hernani
Cromwell no fue representada, así que el poeta retomó su pluma y escribió Marion Delorme, que también fue rechazada por la censura. Hugo escribió entonces Hernani y la batalla decisiva dio comienzo.
Tan pronto como la obra fue recibida por el comité de lectura de la Comédie-Française, siete académicos enviaron al rey Carlos X una petición para que este teatro fuera cerrado a los "dramaturgos". El rey, que no era favorable al poeta, decidió autorizar la representación de la obra so pretexto que era "tal tejido de extravangancias" que el autor y sus amigos definitivamente serían desacreditados ante el público: "Es bueno que el público vea hasta qué punto de extravío puede ir el espíritu humano cuando ha sido liberado de toda regla y de toda conveniencia". Sin embargo, la juventud romántica, los escritores y los artistas de la joven Francia, recibieron calurosamente la obra.

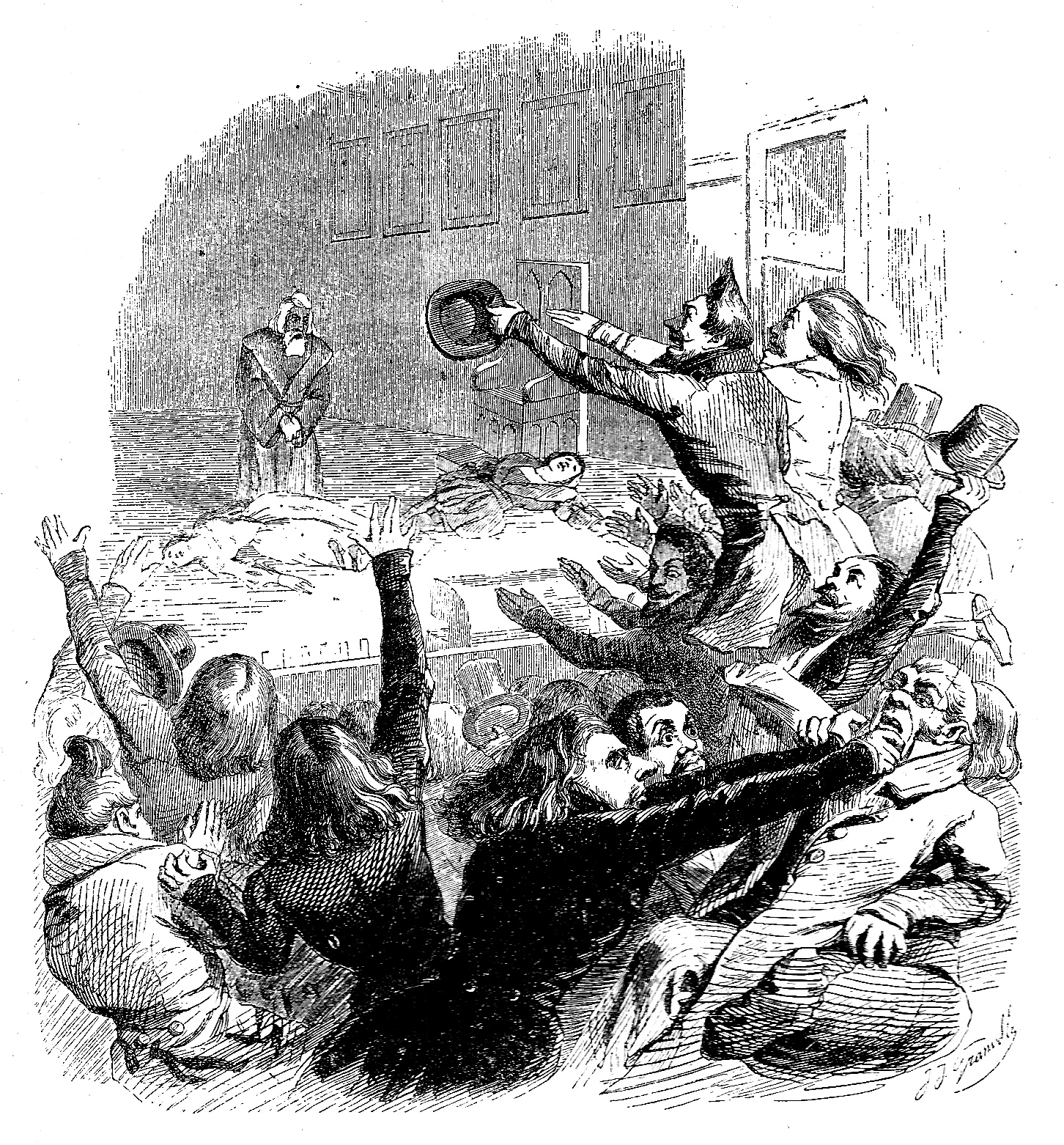
La primera representación de Hernani. La lucha entre los "Chevelus" y los "Genoux". Grabado satírico de Granville.

El día 28 de febrero de 1830 se estrenó Hernani en la Comédie-Française. En la calle Richelieu se acumulaban grupos de artistas, barbudos y de pelo largo, vestidos de formas extravagantes. Fue en esta ocasión cuando M. Théophile Gautier se atavió con el chaleco de raso escarlata, sobre unos pantalones verde claro con banda de terciopelo negro que forma ya parte de su leyenda. Hugo decidió despedir a los encargados de aplaudir entre los actos, decidiendo prescindir de los "aplausos comprados" y buscando en su lugar la ayuda de sus compañeros del cenáculo: Honoré de Balzac, Gérard de Nerval, Petrus Borel, Hector Berlioz, Alejandro Dumas, Théophile Gautier, etc. Entraron todos ellos antes de comenzar la función, y según cuenta Hugo:

Hablamos, cantamos, pero la conversación y los cantos se agotan. Afortunadamente, se había venido demasiado temprano como para haber cenado: entonces sacamos salchichas cortas y gruesas, salchichones, jamón, pan, etc. Cenamos pues. Como solo teníamos esto que hacer, se cenó durante tanto tiempo que todavía estábamos a la mesa cuando el público entró. A la vista de este restaurante, el público de los camerinos se preguntó si soñaba; incomodados por el olor del ajo y del salchichón, las bellas damas y correctos clásicos protestaron, y fue en medio de una algazara indescriptible cuando la cortina se levantó.

Durante el entreacto se rompieron banquetas y se desfondaron sombreros con los puños. Dice Gautier, cuarenta y cuatro años más tarde:

Sería difícil describir el efecto que producían sobre el auditorio estos individuos, tan varoniles, tan fuertes, de un aspecto tan extraño, de un corte tan de Corneille y tan shakespeariano a la vez. Dos sistemas, dos partidos, dos ejércitos, dos civilizaciones incluso, y esto no es decir demasiado, estaban en presencia uno el otro, odiándose cordialmente, como se odia en los odios literarios.
Algunos fueron tomados y prendidos, como los reductos disputados por cada ejército con igual tesón. [...] Para esta generación, Hernani fue lo que fue Le Cid para los contemporáneos de Corneille. Todo lo que era joven, valiente, enamorado, poético, recibió su soplo… El encanto todavía dura para los que fueron cautivados.
Gautier, Histoire du romantisme

## El reinado del Romanticismo (1830-1843)

### La poesía

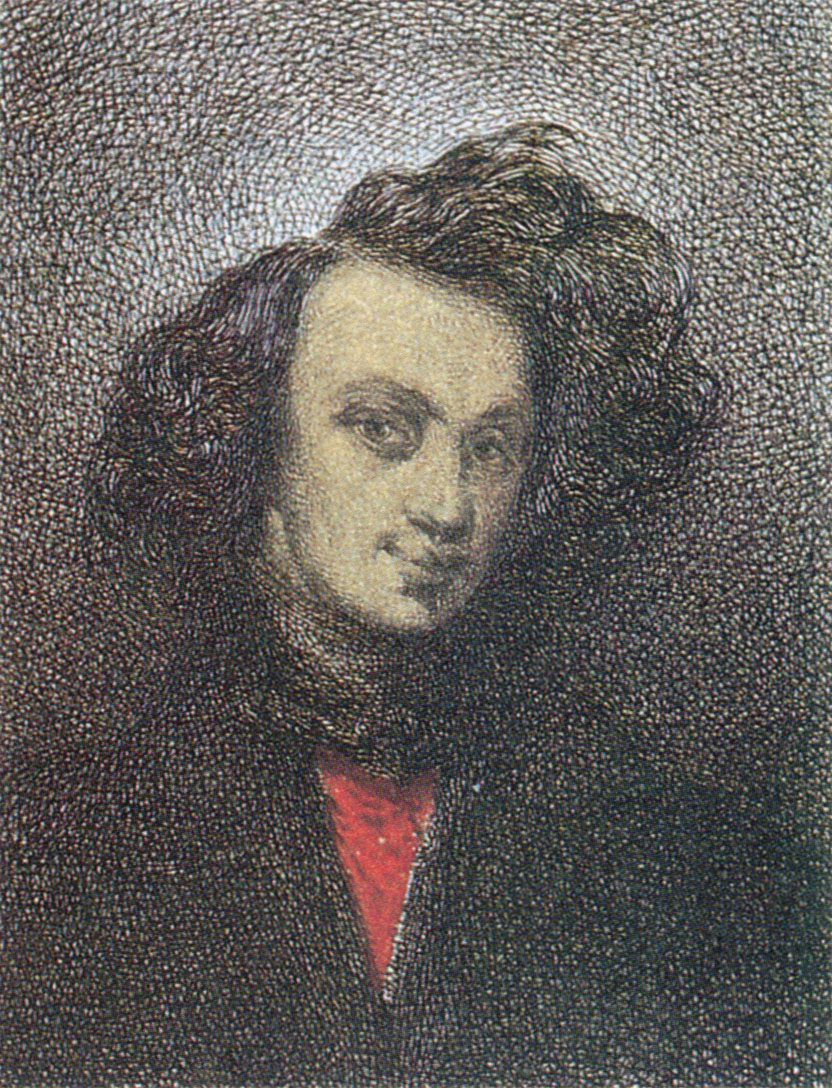
Théophile Gautier, retrato de Auguste de Chatillon (1839).

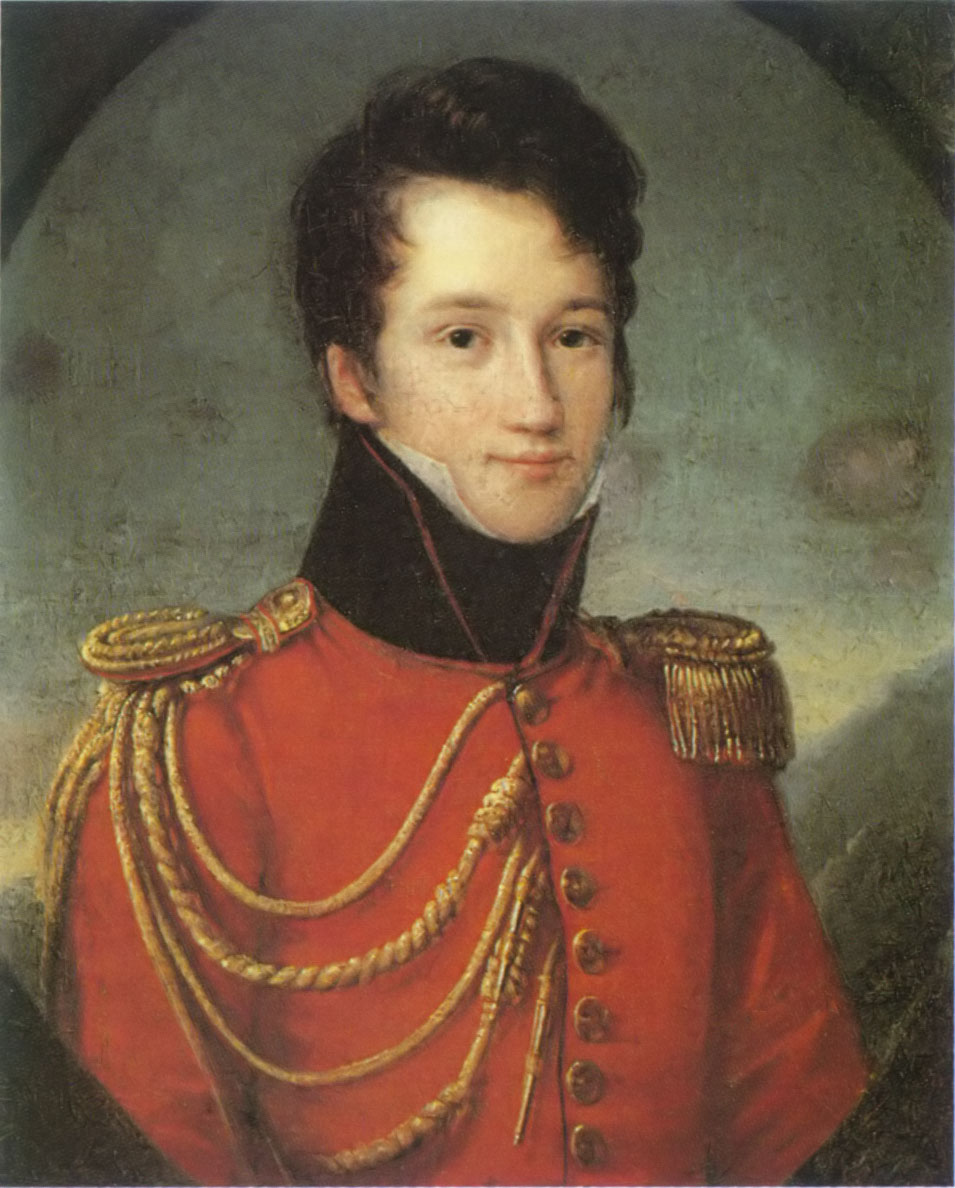
Alfred de Vigny, a los 17 años, con uniforme de la Maison du Roi (F.J. Kinston).

Mientras que la revolución se llevaba a cabo en la escena teatral, toda una literatura nueva, original y fuerte, se desarrollaba en los libros.
En poesía podemos citar las Meditaciones poéticas de Alphonse de Lamartine y las Odas y las Baladas de Hugo. El primero publicó en 1823 las Nuevas meditaciones (Nouvelles Meditations), 1825 el Dernier chant du Pèlerinage de Childe Harold, continuación de la Pèlerinage de Childe Harolde de Byrony en 1830, las Harmonies poétiques et religieuses. 
El segundo, que había publicado en 1829 Les Orientales, expondrá en 1831 Feuilles d'automne, en 1835 Chants du crépuscule, en 1837 Vois intérieures, en 1840 Les Rayons et les Ombres. Alfred de Vigny, por su parte, publicó en 1826 los Poèmes antiques et modernes, inspirados sobre todo por la antigüedad bíblica y homérica, y por la época medieval.
Al lado de estos tres, toda una pléyade ardiente y joven se arrojó a la batalla por la independencia del arte. Sainte-Beuve, el autor del Tableau de la poésie française au XVI siècle, después de haber resucitado a Ronsard y a Du Bellay, el antiguo Pléyade, se hace también poeta bajo el pseudónimo de Joseph Delorme. Émile Deschamps mira hacia España, a ejemplo de su maestro Hugo, y hace conocer en Francia, con la Romanza del rey Rodrigo (Romance du roi Rodrigue), las bellezas del romancero español. Théophile Gautier publicó, a finales de 1830, sus primeros versos, con los cuales se reveló en seguida como maestro de la forma. Alfred de Musset publicó en 1829 sus Cuentos de España y de Italia, (Contes d'Espagne et d'Italie), eminentemente románticos con sus versos dislocados de rimas ricas e imprevistas. Pero, de 1829 a 1841, cambiando de estilo y buscando en su propia experiencia la materia de su poesía, gritará el sufrimiento de haber amado y creará una serie inmortales poemas: Nuits de Mai, De Décembre, D'Août, D'Octobre, L'Espoir en Dieu y Le Souvenir.

### La novela

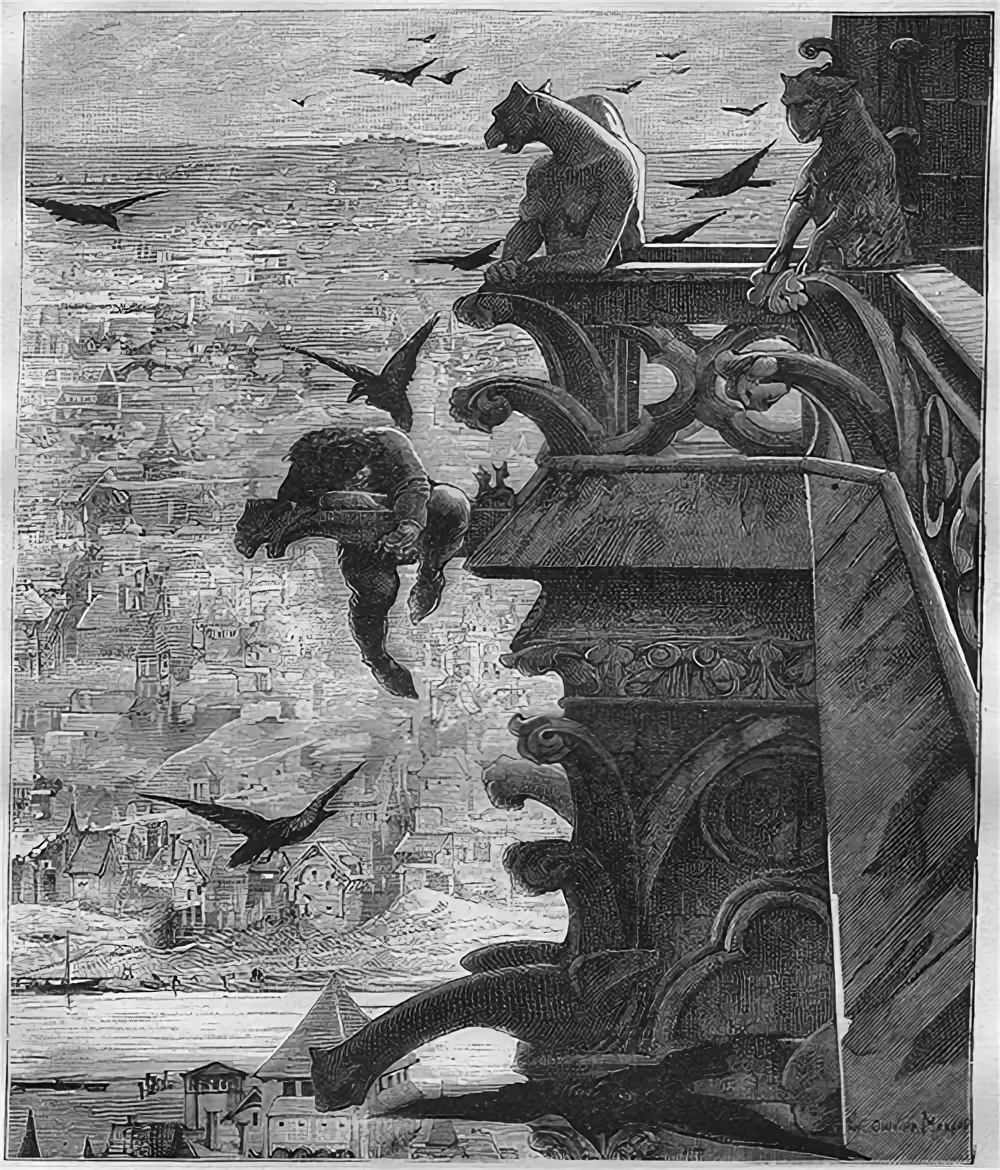
Ilustración de Quasimodo, por Alfred Barbou para la novela histórica Nuestra Señora de París.

La novela romántica fue objeto de una importante renovación, lo que llevó a una clara distinción entre cuatro nuevas formas novelescas:
- La novela propiamente romántica, que presenta la ruptura de un individuo con el mundo y está frecuentemente escrita en primera persona o a modo epistolar. Ejemplos de estas novelas son Atala o René de Chateaubriand, Corinne de Mme de Staël, Oberman de Senancour, Armance de Stendhal, Adolphe de Benjamin Constant, las novelas de George Sand como Lélia, Indiana, y Consuelo, las Confesiones de un hijo del siglo de Alfred de Musset o Mademoiselle de Maupin, de Théophile Gautier.
- La novela pseudohistórica. Victor Hugo había publicado en 1823 Han de Islandia y, en 1826 Bug-Jargal, novelas muy imaginativas y fantasiosas, pero en 1831 publica Nuestra Señora de París, donde el autor quiere resucitar alrededor de la catedral, el París del siglo XV, con sus calles negras e infectas y su hormigueo de estudiantes, de mendigos y de pícaros. Según los historiadores, sin embargo, la obra de Hugo carece de verosimilitud, algo que será el punto de partida de la generación de escritores realistas. En esta vía de la novela histórica, Nuestra Señora de París había sido precedida por algunas obras de Vigny entre las que cabe destacar Cinco de marzo (1826) o de Prosper Mérimée, La crónica de Carlos IX (1829).
- La novela de aventuras y de viajes, en la que destaca Alejandro Dumas con obras como Los tres mosqueteros, Veinte años después, El vizconde de Bragelonne, o El conde de Montecristo). El interés por España puede apreciarse en este género en Carmen de Prosper Mérimée o La cartuja de Parma de Stendhal.
- La novela social precede a la novela realista, cuyos dos mayores representantes son Stendhal, Rojo y negro y Balzac con La comedia humana y Papá Goriot. También Victor Hugo hizo su contribución a este género con Los miserables y Alejandro Dumas hijo , con La dama de las camelias.

### La tentativa de una reacción clásica
En el teatro reinaba el drama romántico: Vigny llevó a escena La esposa del mariscal de Ancre en julio de 1830 y Chatterton en 1835; Alexandre Dumas escribió Antony en 1831, pero es sobre todo Hugo quien llena las salas: Marion Delorme se representó en 1831, Le Roi s'amuse (1832), además de Lucrecia Borgia, María Tudor, Angelo, tirano de Padoue y Ruy Blas. 
Alrededor de 1843 estalló una reacción clásica bastante violenta. Un joven, François Ponsard, hizo llegar al Odéon una tragedia clásica, Lucrèce, obra sólida, ingenua y escrita de forma pesada, pero franca y sana. "Lucrèce" fue escogida por los adversarios de los románticos por ser opuesta a la menos exitosa Les Burgraves que Victor Hugo estrenaba en el Comédie-Française.

## El final del Romanticismo
A partir de 1850 no se producen más obras según los cánones clásicos. Los ecos de la batalla romántica ya se habían acallado, Lamartine es condenado a vivir de la "copia" a los editores; Musset no produce nada más; Vigny no publicó más versos después de su primera colección. Sin adversarios y sin rivales, Victor Hugo reina solo, prolongando el romanticismo un cuarto de siglo más. El Segundo imperio, que le expulsó de Francia, le abastece de la materia de los Castigos (1853), una explosión de sátira lírica; las Contemplaciones (1856), derramamiento copioso de poesía individualista, ofrecen toda variedad de emociones y pensamientos íntimos; es finalmente en la Leyenda de los siglos (1859, 1877, 1883) donde se recoge y reúne toda la obra anterior.
Después de este despliegue, la poesía se transforma, y al mismo tiempo que ella toda la literatura. El tiempo de las exaltaciones apasionadas está acabado: la poesía deja de ser exclusivamente personal, se impregna del espíritu científico, y busca mostrar las concepciones generales de la inteligencia, en lugar de los accidentes sentimentales de la vida individual. La inspiración escapa del corazón. Vigny reaparece, pero esta vez es para enseñar a borrar el "yo" y la particularidad de la experiencia intima (Les destinées, 1864, obra póstuma). El egoísmo pasional del romanticismo murió y fue reemplazado por el Realismo y Naturalismo.